# خاصة (منطق)
الخاصة (ج. خواص) كلية مقولة على أفراد حقيقة واحدة فقط قولا عرضيا، سواء وجد في جميع أفراده، كالكاتب بالقوة، بالنسبة إلى الإنسان، أو في بعض أفراده، كالكاتب بالفعل بالنسبة إليه، فالكلية مستدركة. وقولنا فقط يخرج الجنس والعرض العام، أنهما مقولان على حقائق. وقولنا قولا عرضيا يخرج النوع والفصل، لأن قولهما على ما تحتهما ذاتي لا عرضي.

## تعريف
تعرف الخاصة ويقال أيضا الخاصية في علوم المنطق والفلسفة المعاصرة والرياضيات بأنها إحدى سمات الشيء؛ فيقال إن الشيء أحمر لأنه يتسم بخاصية الحمرة. ومن الممكن أن تُعد الخاصية شكلاً من أشكال الشيء بحد ذاته، بحيث يمكن أن تتحلى بخواص أخرى. ومع ذلك تختلف الخاصية عن الشيء المفرد من ناحية الطريقة التي يتم تمثيلها بها، وغالبًا في أكثر من شيء واحد. فتختلف عن المفهوم المنطقي/الرياضي للفصل من حيث عدم تميزها بأي مفهوم للامتدادية، وعن المفهوم الفلسفي للصنف من حيث إن الخاصية تختلف عن الأشياء التي تتميز بهذه الخاصية. وتعد إمكانية استيعاب أن تمتلك الكيانات المفردة (أو الجزئيات) المختلفة بطريقة أو بأخرى نفس الخصائص أساسًا لمسألة المسلمات. جدير بالذكر أن التعبيرين سمة وصفة يشتركان في نفس المعنى.

## الخصائص الأساسية والعرضية
في علم المصطلحات الأرسطووية، تعرف الخاصية بأنها أحد الأخبار. فهي إحدى الخصائص غير الجوهرية لنوع ما (مثل العرض)، ولكن الخاصية هي التي تعد مميزًا لأعضاء هذا النوع (دون غيره). فعلى سبيل المثال، قد تكون «القدرة على الضحك» إحدى الخصائص المميزة للبشر. ومع ذلك، فإن «الضحك» ليس من الخصائص الجوهرية للجنس البشري، حيث إن تعريف أرسطو «للحيوان العاقل» لا يتضمن لزوم الضحك. وبالتالي، فإن الخصائص صفات مميزة ولكنها ليست جوهرية في الإطار الكلاسيكي.

## الخصائص المحددة والقابلة للتحديد
تصنف الخاصية بوصفها إما محددة أو قابلة للتحديد. فالخاصية القابلة للتحديد هي الخاصية التي من الممكن أن تصبح أكثر خصوصية وتحديدًا. فاللون، على سبيل المثال، من الخواص القابلة للتحديد لأنه من الممكن قصره على الإحمرار، والزرقة، وغير ذلك. أما الخاصية المحددة فهي الخاصية التي لا يمكنها أن تصبح أكثر خصوصية وتحديدًا. وقد يكون هذا التمييز مفيدًا في التعامل مع قضايا الهوية.

## الصفات الجميلة والصفات المريبة
يميز دانيال دينيت (فيلسوف) بين الخصائص الجميلة (مثل الجمال نفسه) والتي على الرغم من ذلك
تستلزم وجود ملاحظ يدركها، حيث إنها توجد كامنة في الأشياء التي يمكن إدراكها؛ والخصائص المريبة التي ليس لها وجود على الإطلاق إلا إذا نسبها الملاحظ إلى شيء ما (كأن تكون مشتبهًا به في تحقيق لجريمة قتل)

## ازدواجية الخواص

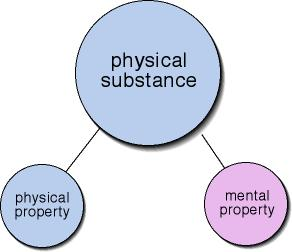
ازدواجية الخواص: تمثيل لنوعين من الخواص باستخدام نوع واحد من المادة

تقدم ازدواجية الخواص وصفًا لفئة من المواضع في فلسفة العقل والتي تنص على أنه، بالرغم من أن العالم يتألف من نوع واحد فقط من المادة—النوع المادي—، يوجد نوعين متميزين من الخصواص: خاصية فيزيائية وخاصية عقلية. وبعبارة أخرى، فإن هذا هو الرأي القائل إن الخصائص غير الفيزيائية، والخصائص العقلية (مثل الاعتقادات، والرغبات، والمشاعر) تكمن في بعض المواد الفيزيائية (أي: العقل).

## الخاصية في الرياضيات
في المصطلحات الرياضية، تعرف الخاصية p المحددة لجميع عناصر المجموعة X عادة بأنها دالة p: X → {صواب، خطأ}، أي أنها تكون صوابًا عندما تكون الخاصية موجودة؛ بوصفها مجموعة فرعية للـX التي تميزها p؛ أي أن المجموعة {x| p(x) = صواب}؛ فإن p دالة المؤشر. وقد تواجه هذه الفرضية باعتراضات لأن هذا لا يُعرّف سوى امتداد الخاصية، ولا يذكر أي شيء بخصوص السبب في أن تميز الخاصية هذه القيم.

## الخاصية والخبر
تنص الحقيقة الوجودية على تميز شيء ما بإحدى الخواص وتتمثل هذه الحقيقة في اللغة عادة بإسناد خبر إلى مبتدأ. ومع ذلك، فإن التسليم بأن أي خبر من المنظور النحوي هو خاصية للمبتدأ، أو خاصية مقابلة، يؤدي إلى مجموعة من الصعوبات منها مفارقة راسل ومفارقة جريلنج-نيلسون. وعلاوة على ذلك، من الممكن أن تتضمن الخاصية الفعلية مجموعة من الأخبار الصحيحة: فعلى سبيل المثال، إذا كانت X تمتلك خاصية أنها تزن أكثر من 2 كيلو، فإن الأخبار «..تزن أكثر من 1,9 كيلو»، «..تزن أكثر من 1,8 كيلو»، وغير ذلك جميعها صحيحة. كما أن الأخبار أخرى، مثل «يكون فردًا»، أو «لديه بعض الخصائص» لا تقدم أي معلومات أو أنها لا تعدوا كونها أخبارًا خاويةً. كما توجد مقاومة لاعتبار خصائص كامبريدج المزعومة أمرًا مقبولاً.

## الخصائص الجوهرية والخارجية
الخاصية الجوهرية هي إحدى الخواص التي يتمتع بها الغرض أو الشيء في ذاته، مستقلاً عن غيره من الأشياء، بما في ذلك السياق الذي توجد به. أما الخاصية الخارجية (أو الارتباطية) فهي إحدى الخواص التي تعتمد على علاقة شيء بغيره من الأشياء الأخرى. فتعد الكتلة مثلاً خاصية جوهرية فيزيائية لأي جسم مادي، لأن الوزن خاصية خارجية تتوقف على قوة مجال الجاذبية التي يقع بها الشيء ذو الصلة.

## العلاقات
غالبًا ما تعد العلاقة حالة أكثر عمومية للخاصية. وتتسم العلاقات بأنها أمر صحيح لدى العديد من الجزئيات، أو مشتركة بينها. وبالتالي فإن العلاقة «..أطول من..» توجد «بين» فردين، يحل اسمهما محل النقاط الفارغة في الجملة آنفة الذكر ('..'). ومن الممكن التعبير عن العلاقات بأنها أخبار محل-ن، حيث ن أكبر من 1.
وقد حظيت النظرية القائلة بوجود بعض الخصائص الارتباطية الظاهرة على الأقل المشتقة من الخصائص غير الارتباطية (أو محل-1) بقبول واسع. فمثلاً، يكون «أ أثقل من ب» خبرًا ارتباطيًا، ولكنه مشتق من خواص غير ارتباطية: كتلة أ وكتلة ب. ويطلق على هذه العلاقات علاقات خارجية، على عكس العلاقات الداخلية الأكثر صحة. ويعتقد بعض الفلاسفة أن جميع العلاقات خارجية، وهو ما يؤدي إلى التشكك في العلاقات بوجه عام، على أساس أن العلاقات الخارجية ليس لها أي وجود أساسي.